# Spotlight (datorprogram)
Spotlight är ett sökverktyg från Apple Inc. som ingår i Mac OS X 10.4 och senare. Programmet utför sökningar i realtid efter filer och annan information på hårddiskar och andra beständiga lagringsminnen. Programmet återfinns i menyradens högra hörn samt bland operativsystemets systeminställningar.

## Sökningar
Spotlight är tillgängligt från nära nog alla delar av OS X. Enklaste sättet att använda funktionen på är att trycka på Spotlights ikon i huvudskärmens övre högra hörn, vilket öppnar en enkel meny att skriva in ett sökord eller en sökfras i. Samma fönster presenterar då en lista med sökträffar utifrån sökorden, och man kan öppna funna poster genom att klicka på dem bland sökresultaten. Spotlight kan också öppnas i ett helt eget fönster som användaren kan ta fram genom att samtidigt trycka ned en tangentsekvens på tangentbordet. Den förvalda tangentbordssekvensen är de tre tangenterna ⌥ alt, ⌘ kommando och mellanslag, men användaren kan själv ändra till valfri annan (enklare) serie.
Spotlight söker igenom filer i realtid. Detta är möjligt tack vare att Spotlight med jämna intervall indexerar innehållet på lagringsminnen och sparar information om deras innehåll i en databas. Detta index gör det möjligt för Spotlight att mer eller mindre omedelbart presentera sökresultat allteftersom användaren gör nya sökningar. I systeminställningarna är det möjligt att ställa in vilka typer av objekt som Spotlight ska indexera (och därför kunna söka efter), samt ange eventuella lagringsminnen eller mappar man inte vill att Spotlight alls ska söka igenom.

## I andra program
Sökningarna som Spotlight gör finns implementerade i många andra Apple-program. Till exempel så utgör de inbyggda sökfunktionerna i Itunes, Iphoto, Mail och Safari i själva verket Spotlight-sökningar, med den skillnaden att sökningar då bara sker bland filer som är relevanta för respektive program. Spotlight finns även tillgängligt i "öppna-rutan" i varje program. Användaren kan även skapa så kallade "Smarta mappar", det vill säga dynamiska mappar där innehållet uppdateras efter angivna sökkriterier. Liknande funktioner finns i Itunes och Iphoto med "Smarta spellistor" respektive "Smarta fotoalbum".